# Benfica (Santa Margarida)
Ne doit pas être confondu avec Benfica (Cruzeiro).
Pour les articles homonymes, voir Benfica (homonymie).
Benfica (ou Bemfica) est une localité de Sao Tomé-et-Principe située au nord de l'île de São Tomé, dans le district de Mé-Zóchi. C'est une ancienne roça. On y produit du cacao.

## Population
Lors du recensement de 2012, 78 habitants y ont été dénombrés. 

## Roça
Productrice de cacao, c'était une dépendance de la roça Santa Margarida, avec un territoire assez vaste qui s'étendait jusqu'à la roça Monte Café.
La comparaison avec des documents d'archives permet de mesurer le délabrement actuel du patrimoine architectural, alors que l'édifice principal (Casa da Administração) ne passait pas inaperçu autrefois. Jean-Yves Loude décrit ainsi « l'effet pagode de la roça Benfica obtenu par empilement d’une maisonnette à clocheton par-dessus le toit du “chalet” ».
Photographies et croquis réalisés en 2011 témoignent de la disposition des bâtiments, de leurs dimensions et de leur état à cette date : de fait il ne subsiste que la maison du régisseur et les sanzalas (habitations des travailleurs).